# Gare de Longwy
La gare de Longwy est une gare ferroviaire française de la ligne de Longuyon à Mont-Saint-Martin (vers Athus), située sur le territoire de la commune de Longwy dans le département de Meurthe-et-Moselle en région Grand Est.

## Situation ferroviaire

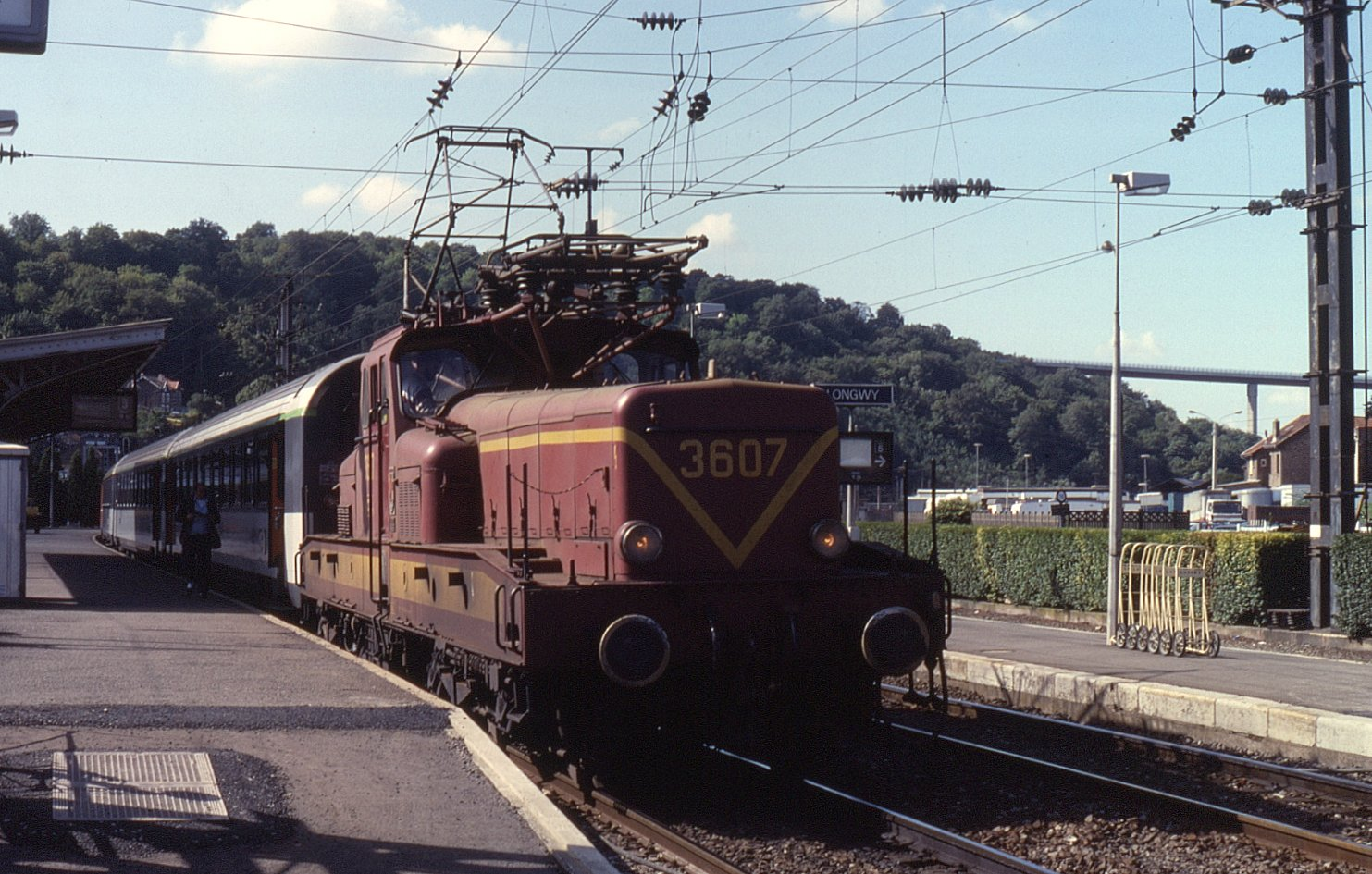
Locomotive série 3600 « Fer à repasser », prenant la tête du train no 1048 de Paris-Est à Luxembourg (en 1989).

Établie à 255 mètres d'altitude, la gare de bifurcation de Longwy est située au point kilométrique (PK) 243,859 de la ligne de Longuyon à Mont-Saint-Martin (vers Athus), entre les gares fermées aux voyageurs de Réhon et de Mont-Saint-Martin. Elle est la dernière gare voyageurs française avant la frontière avec le Luxembourg.
Elle est également l'origine de la ligne de Longwy à Villerupt-Micheville, dont seul un tronçon est en service pour permettre la desserte d'une installation terminale embranchée. Elle était également raccordée à l'ancien réseau de chemin de fer industriel des Aciéries de Longwy.

## Histoire
La gare de Longwy est mise en service le 12 février 1863 par la Compagnie des chemins de fer des Ardennes qui inaugure la section transfrontalière venant d'Athus. Elle est dotée d'un prolongement en territoire français avec l'ouverture de la section vers Longuyon le 3 septembre. La ligne de Longwy à Villerupt est mise en service le 13 avril 1878.
L'emplacement, l'aspect et les matériaux employés du premier bâtiment voyageurs sont incertains. Une gravure du bombardement durant la Guerre franco-allemande de 1870 évoque un bâtiment sans étage avec un porche central et un clocheton surmontant le toit, le tout jouxtant la remise à locomotives. Ce même bâtiment est toujours visible sur une carte-postale de Longwy-Bas datée de 1880. De part et d'autre d'une triple arcade surmontée se trouvent deux ailes à fenêtres à arcs bombés. Cette gare sans étage semble avoir plus tard été transformée, devenant l'aile à la droite du nouveau pavillon à toiture mansardée[réf. souhaitée], comme l'attesterait l'aspect actuel de la façade avec une avancée de trois travées à arc en plein cintre.
La gare est située dans le triangle qui sépare la ligne vers Longuyon et Mont-Saint-Martin et celle, désaffectée dans les années 2000, de Longwy à Villerupt-Micheville. 

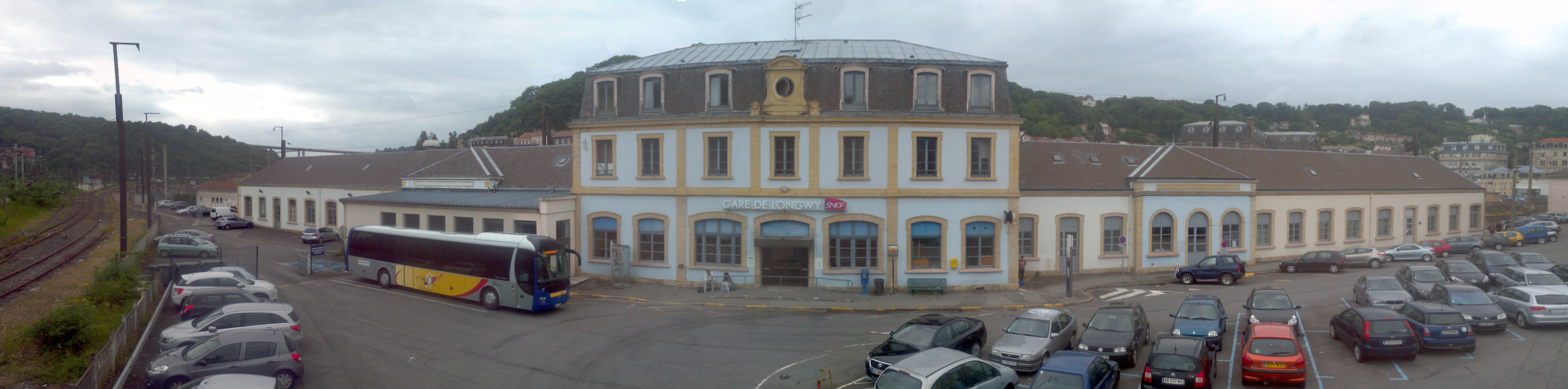
Bâtiment voyageurs en 2013 (avant les travaux de réaménagement de la gare).

Pour des raisons de sécurité, le passage à niveau sur la ligne vers Villerupt, qui donnait accès à la gare en venant du sud, a été supprimé dans les années 1960 et remplacé par un contournement routier et une passerelle piétonne. Cette ligne étant maintenant désaffectée, cet accès routier direct à la place de la gare a été recréé au début des années 2020 ; auparavant les bus devaient traverser un carrefour en viaduc, encombré et peu pratique pour les véhicules longs. 
Depuis 2018 le site est, de manière générale, en plein réaménagement : projet de parking (le quartier étant saturé par les voitures des travailleurs frontaliers prenant le train pour le Luxembourg), de dépose-minute et d'embellissement de la place de la gare. Une partie des aménagements occuperont les emprises de l'ancienne ligne vers Villerupt ainsi que celle de voies de garage désaffectées. En janvier 2019, la passerelle piétonne a été démolie en prévision de la future traversée à niveau des anciennes voies.

## Fréquentation
De 2015 à 2024, selon les estimations de la SNCF, la fréquentation annuelle de la gare s'élève aux nombres indiqués dans le tableau ci-dessous.
| Année                      | 2015    | 2016    | 2017    | 2018    | 2019    | 2020    | 2021    | 2022    | 2023    | 2024    |
| -------------------------- | ------- | ------- | ------- | ------- | ------- | ------- | ------- | ------- | ------- | ------- |
| Voyageurs                  | 506 845 | 524 023 | 564 920 | 540 474 | 552 768 | 309 513 | 320 062 | 468 004 | 573 680 | 550 404 |
| Voyageurs et non voyageurs | 539 197 | 557 471 | 600 979 | 574 973 | 588 051 | 329 270 | 340 492 | 497 877 | 610 298 | 585 536 |

## Service des voyageurs

### Accueil
Cette gare est équipée d'un distributeur de billets TER, ainsi que deux guichets, dont un ouvert tous les jours.

### Desserte
Longwy est desservie par les trains du réseau TER Grand Est (lignes de Longwy à Metz-Ville, à Nancy-Ville, à Reims et à Charleville-Mézières) et par les autocars du réseau TER Grand Est (lignes de Longwy à Longuyon qui correspond à la desserte omnibus de la précédente et de Longwy à Metz-Ville). Elle est également desservie par des trains Regional-Express (RE) des CFL à destination de Luxembourg. Les liaisons avec la gare de Metz (où passent les TGV pour Paris ou Strasbourg) se font principalement par autocar en une cinquantaine de minutes, celles avec Nancy par train en un peu plus d’une heure.
Il n'y a aucune liaison voyageurs directe avec Athus côté belge : de ce côté les lignes sont ouvertes seulement pour le trafic marchandises. Les trajets voyageurs entre Longwy et la Belgique nécessitent une correspondance au Grand-Duché, par exemple à Rodange.

### Intermodalité
Elle est desservie par les lignes A à E et SN du réseau de bus TGL et par les lignes 731 et 732 du Régime général des transports routiers luxembourgeois.